# Clostridium tertium
Clostridium tertium è una specie di batterio appartenente alla famiglia Clostridiaceae.